# Домбровський Андрій Анатолійович
Андрі́й Анато́лійович Домбро́вський (12 серпня 1995, Київ, Україна) — український футболіст, півзахисник чернігівської «Десни». На правах оренди грає у польському клубі «Термаліка Брук-Бет».

## Життєпис
Андрій Домбровський народився у Києві. Займався футболом у ДЮСШ «Переможець», що згодом об'єдналася з ірпінською командаю та отримала назву КОК ДЮСШ «Гарт-Рось».
Свою ігрову кар'єру Андрій починав у маріупольському «Іллічівцю». Після цього ще чотири сезони грав у складі київського «Арсенала». Де провів понад сто матчів. З переходом до чернігівської «Денси» Домбровський вийшов на значно вищий рівень в своїй кар'єрі. Разом з чернігівським клубом футболіст встиг дебютувати у Лізі Європи.
З початком російсько - української війни турнір УПЛ було призупинено і в березні 2022 року Андрій Домбровський на правах оренди відправився до польського клубу «Термаліка Брук-Бет».

## Досягнення
- Чемпіон першої ліги чемпіонату України (1): 2017/18